# Río Atabapo
Río Atabapo är ett vattendrag i Colombia, på gränsen till Venezuela. Det ligger i den östra delen av landet, 700 km öster om huvudstaden Bogotá.